# Jevfimijevi Megváltó-kolostor
A Jevfimijevi Megváltó-kolostor (Szpaszo-Jevfimijev-kolostor) az oroszországi Szuzdal legnagyobb építészeti együttese, a város északi részén, a Kamenka-folyó partján. 1352-ben alapították védelmi céllal, amikor a város megpróbált szembeszállni a Moszkvai Nagyfejedelemség növekvő hatalmával. Kezdetben Megváltó-kolostornak nevezték, a Jevfimiev nevet a kolostor első, utóbb szentté avatott apátjáról kapta. Épületei eredetileg fából készültek, ezek mára nem maradtak fenn. A ma is álló épületegyüttes III. Vaszilij moszkvai nagyfejedelem, IV. Iván orosz cár és tehetős bojárok adományaiból épült a 16-17. században.

## Az épületegyüttes
A kolostorerődöt magas kőfal veszi körül, magassága 7,5 – 8,5 m, szélessége mintegy 6 m. 12 nagy bástyája közül a déli bejáratot védő a legmagasabb, annak idején megfigyelő pontként is szolgált.
- Szpaszo-Preobrazsenszkij-székesegyház (Úr színeváltozása székesegyház), a kolostor központi épülete. A korai szuzdali templomok hagyományos stílusának mintájára épült 1594-ben. Hétkupolás, monumentális alkotás. Kiemelkedő értékei a 17. századi két híres kosztromai mester, Gurij Nyikityin és Szila Szavin freskói. A templom mellett temették el Dmitrij Pozsarszkij herceget, a lengyelektől Moszkvát 1612-ben visszafoglaló hadvezért.
- Harangtorony a 16. századból való, a 17. században galériával építették körbe.
- Blagovescsenszkaja-templom (Angyali üdvözlet templom) a kapu fölött, (16-17. század).
- Főpapi palota a mellette álló sátortetős Uszpenszkij-templommal, (16. század).
- Nyikolszkaja-templom az ispotály épületével (1669).
- Börtönépület. II. Katalin cárnő utasítására létesítették 1766-ban. Itt végezte életét a dekabrista felkelés egyik ismert személyisége, Fjodor Sahovszkoj. Az épület
 1923–1939 között politikai foglyok börtöne volt, napjainkban kiállításnak ad helyet.
- Szerzetesi cellák. Az épület földszintje a 17. századból, többi része a 19. századból való.
- Bástyák.

### A II. világháború idején

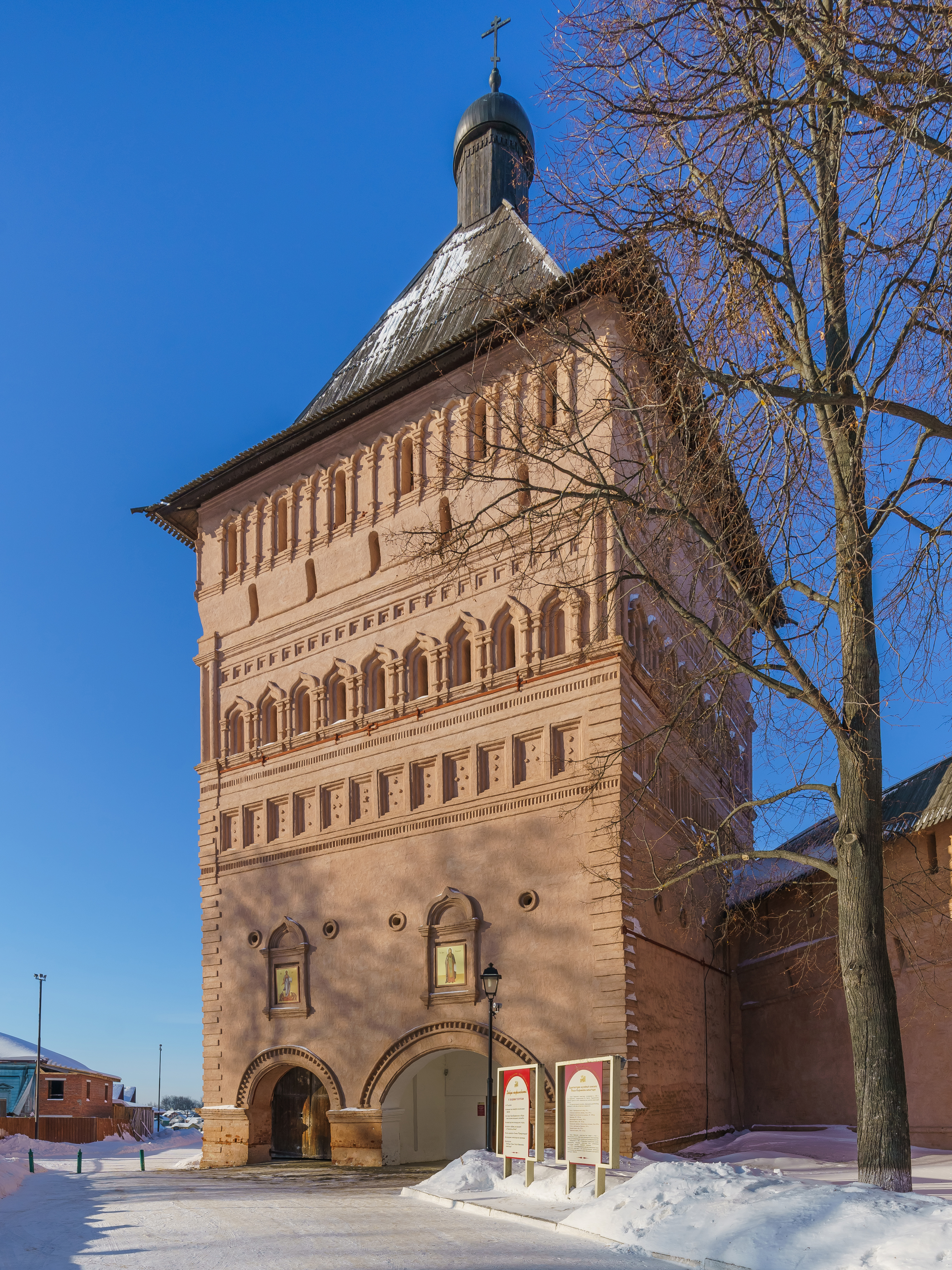
A bejárat kaputornya napjainkban

1940 közepétől a kolostor hadifogolytábor céljaira szolgált, de ekkor még üresen állt. A II. világháború idején hadifogoly tisztek „elit” tábora lett. Egy ideig itt tartották fogva Friedrich Paulus tábornagyot is, a Sztálingrádot ostromló német csapatok foglyul ejtett parancsnokát. Német és olasz tiszteken kívül 161 magyar hadifogoly tiszt is a szuzdali tábor lakója volt.
Román István egykori hadifogoly 1945-ben festett képei:

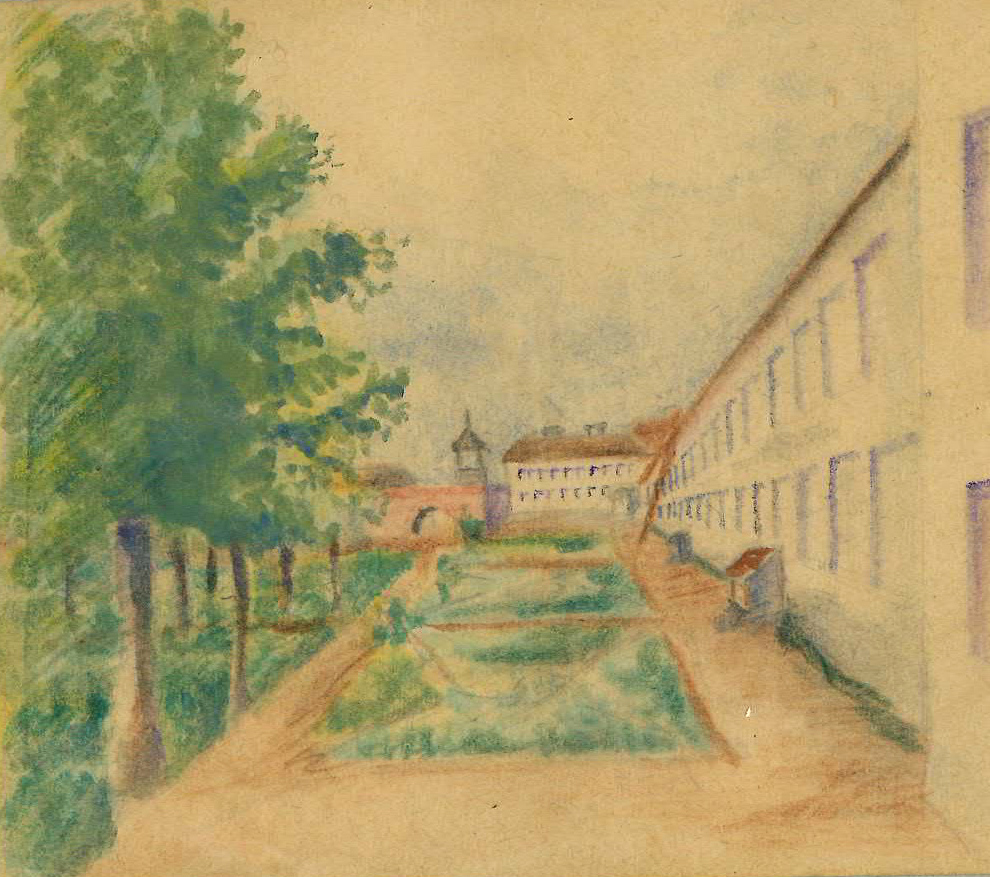
A kolostor udvara. Hátul a parancsnoki épület, abban volt Paulus szobája. Jobbra a „főpapi ház”, 1943-ban az olasz fogoly tisztek szállása.
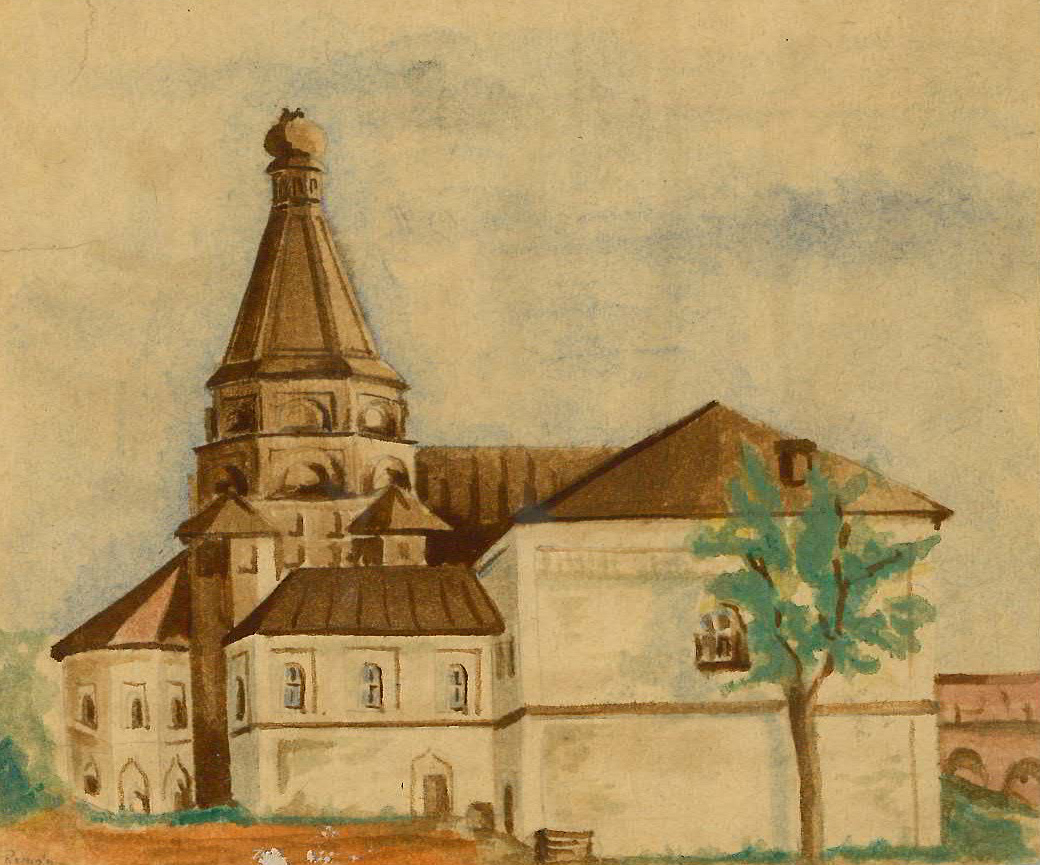
Az Istenanya elszenderedése-templom refektóriuma a 16. századból. A fogolytábor idején orvosi rendelő és klubterem.
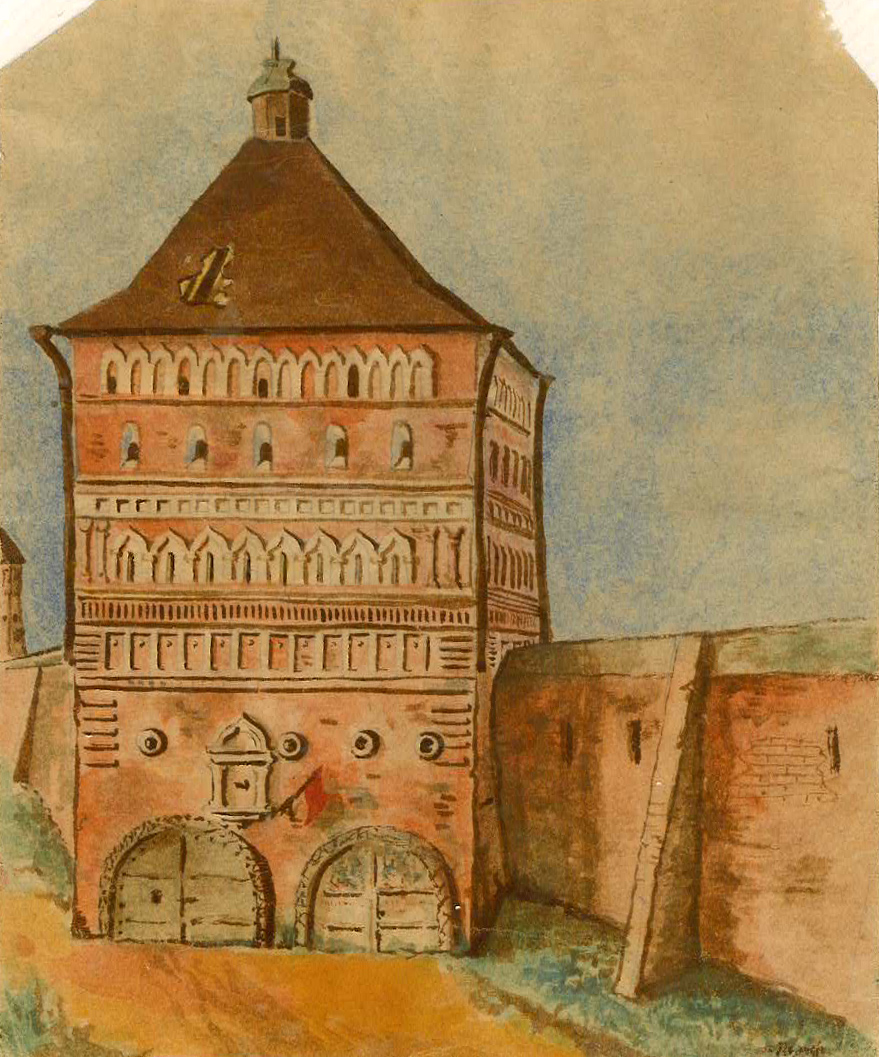
A kolostor főbejárata, 23 méter magas kaputornya.

## A világörökség része
A szépen restaurált épületegyüttes jelenleg a helyi múzeum kezelésében áll, számos állandó kiállítás kapott benne otthont:  Oroszországi naivfestők múzeuma, Dmitrij Pozsarszkij-múzeum, régi könyvek és ikonok kiállítása stb. A Szpaszo-Jevfimiev-kolostor a Vlagyimir és Szuzdal Fehér Műemlékei  részeként 1992-ben felvették UNESCO világörökség listájára.